# Cultura Saqqaq
La cultura Saqqaq (llamada así por el asentamiento de Saqqaq, lugar de muchos hallazgos arqueológicos) fue una cultura paleoesquimal del sur de Groenlandia. Hasta el día de hoy, ningún otro pueblo parece haber vivido en Groenlandia de forma continuada durante tanto tiempo como los Saqqaq.

## Cronología
La primera cultura arqueológica conocida en el sur de Groenlandia, la Saqqaq, existió desde alrededor 2500 a. C. hasta aproximadamente al 800 a. C. Esta cultura coexistió con la cultura Independencia I del norte de Groenlandia, que se desarrolló alrededor 2400 a. C. y duró hasta aproximadamente al 1300 a. C. Tras la desaparición de la cultura Saqqaq, surgieron la cultura Independencia II del norte de Groenlandia y la cultura Dorset Primitivo del oeste de Groenlandia. Existe un debate sobre el marco temporal de la transición de la cultura Saqqaq al Dorset Primitivo en Groenlandia occidental.
La cultura Saqqaq se desarrolló en dos fases, siendo la principal diferencia entre ambas que la fase más reciente adoptó el uso de la piedra arenisca. La fase más joven de la cultura Saqqaq coincide con la fase más antigua de la cultura Dorset.

## Hallazgos arqueológicos
En el oeste de Groenlandia (Qeqertarsuaq) se encontraron los restos congelados de un Saqqaq apodado «Inuk», cuyo ADN ha sido secuenciado. Tenía ojos marrones, pelo negro y dientes en forma de pala. Se ha determinado que vivió hace unos 4000 años y que estaba emparentado con las poblaciones nativas del noreste de Siberia. Los Saqqaq no son los antepasados de los actuales Kalaallit, sino que están emparentados con los modernos chukchi y koriakos. No se sabe si cruzaron en barcos o sobre el hielo.
El pueblo Saqqaq vivía en pequeñas tiendas y cazaba focas, aves marinas y otros animales, también marinos. El pueblo utilizaba pizarra silicificada, ágata, cuarcita y cristales de roca como materiales para sus herramientas.

## Estudio genético
Un estudio genético publicado en Science en agosto de 2014 examinó los restos de seis individuos saqqaq enterrados en Qeqertasussuk (Groenlandia) entre aproximadamente el año 3000 a. C. y el 1900 a. C. Las cinco muestras de  ADNmt extraídas pertenecían a los haplogrupos  D2a1 en cuatro muestras y  D2a en una. Estos haplogrupos también predominan en la cultura Dorset, y se encuentran hoy en día en altas frecuencias entre los yupik siberianos y los aleutas, con los que los Saqqaq están relativamente relacionados. Las pruebas sugieren que los antepasados de los saqqaq entraron en Norteamérica desde Siberia a través de una migración distinta alrededor del año 4000 a. C., y que posteriormente permanecieron en gran medida aislados genéticamente de otras poblaciones norteamericanas.